# Fritz Stahl
Fritz Stahl, eigentlich Siegfried Lilienthal, (* 10. Dezember 1864 in Rosenberg in Westpreußen; † 9. August 1928 in Berlin) war ein deutscher Publizist, Kunstschriftsteller und Journalist.

## Leben
Siegfried Lilienthal besuchte das Gymnasium in Elbing und studierte klassische Philologie in Berlin. Er arbeitete zunächst als freier Redakteur und unter dem Pseudonym ab 1897 für drei Jahrzehnte als Redakteur des Berliner Tageblatts. Er schrieb als Kunstkritiker in verschiedenen Bau- und Kunst- und Kulturzeitschriften wie z. B. in Westermanns Monatsheften. Seit 1895 war er Redakteur der Kunst-Halle. Fritz Stahl gab auch verschiedene Städtemonografien heraus (Potsdam, Paris, Rom). Sein bekanntestes Buch war: Weg zur Kunst, eine Einführung in die Kunstgeschichte.

## Schriften (Auswahl)
- Weg zur Kunst. Einführung in Kunst und Kunstgeschichte. Rudolf Mosse, Berlin 1927.
- Potsdam. Eine Biographie. Verlag Felix Lehmann, Berlin 1917 (als Nachdruck der Ausgabe 1928: Klaus-Becker-Verlag, Potsdam 2021)
- Paris. Eine Stadt als Kunstwerk. Rudolf Mosse, Berlin 1928. (Neuauflage und mit einem Nachwort und Bilderläuterungen von Marcel Pobé: Schroll Kulturführer, Schrollverlag, Wien / München 1966.)